# 16020 Tevelde
16020 Tevelde este un asteroid din centura principală de asteroizi.

## Descriere
16020 Tevelde este un asteroid din centura principală de asteroizi. A fost descoperit pe 12 februarie 1999 la Socorro, New Mexico, în cadrul proiectului LINEAR. Asteroidul prezintă o orbită caracterizată de o semiaxă mare de 2,30 ua, o excentricitate de 0,16 și o înclinație de 5,1° în raport cu ecliptica.